# Рудник Pilou
Рудник Pilou – колишній гірничодобувний майданчик у Меланезії на острові Нова Каледонія (заморське володіння Франції).
В середині 1860-х років в нижній частині течії річки Діахот, що впадає до океану на північному завершенні Нової Каледонії, виявили поклади міді, зокрема, родовище Pilou. За два десятки років по тому його розробку організував підприємець Джон Хіггінс, який до того вже відпрацював найбільш привабливі запаси родовища Баладе. Роботи велись підземним способом, а видобуту руду вивозили по колії завдовжки 2,9 кілометра до місця перевалки на баржі, що доправляли вантаж до розташованої в усті річки пристані Пам. Під час розробки Баладе з останньої відправляли морські кораблі з рудою, тепер же у Пам вирішили розмістити плавильний завод, що мало оптимізувати логістичні витрати. 
Копальня Pilou почала діяльність у 1886-му, а першу плавку провели в 1888 році. Доволі швидко вміст міді в руді став падати, тоді як глибина робіт зростала, і вже у 1889 році розробку зупинили, виплавивши 188 тонн мідного штейну (щонайменше на початку він мав вміст міді біля 50%). Втім, завод у Пам продовжував працювати і далі зі свинцевою рудою родовища Meretrice.
В 1895 році Джон Хіггінс, що зміг знайти інвесторів, відновив розробку Pilou. На цей раз для вивозу продукції використовували колію довжиною 5,5 кілометра, яка мала два відтинки – між мідним родовищем Ао (виявлене у 1887 році) та Pilou і між Pilou та районом Пойнт-Діла (Point Dilah), що знаходився навпроти Пам. Крім того, на плавильному заводі в Пам встановили дві відбивні печі. На цей раз експлуатація тривала до 1901 року, коли була припинена з тих же причин, що й у попередній раз.
У 1907-му черговий етап розробки почала компанія «Société Calédonien des Mines», за якої глибина шахти досягнула 160 метрів. У 1909-му запустили новий плавильний майданчик в Dilah, втім, вже у 1910-му розробка родовища припинилась.
Всього за час розробки з Pilou вилучили від 2 до 2,5 тисяч тонн міді.
В 1927 році Société Minière du Diahot викупила права на родовище та розраховувала відновити розробку, при цьому збирались відправляти руду на новокаледонський плавильний завод у Тао, що раніше працював з нікелем, проте вже багато років як був виведений з експлуатації. Втім, до фактичного видобутку справа так і не дійшла і через чергове падіння цін на мідь в 1930 році Société Minière du Diahot збанкрутувала наступного року.